# Lacul Sanmenxia
34°49′0″N 111°20′45″E / 34.81667°N 111.34583°E

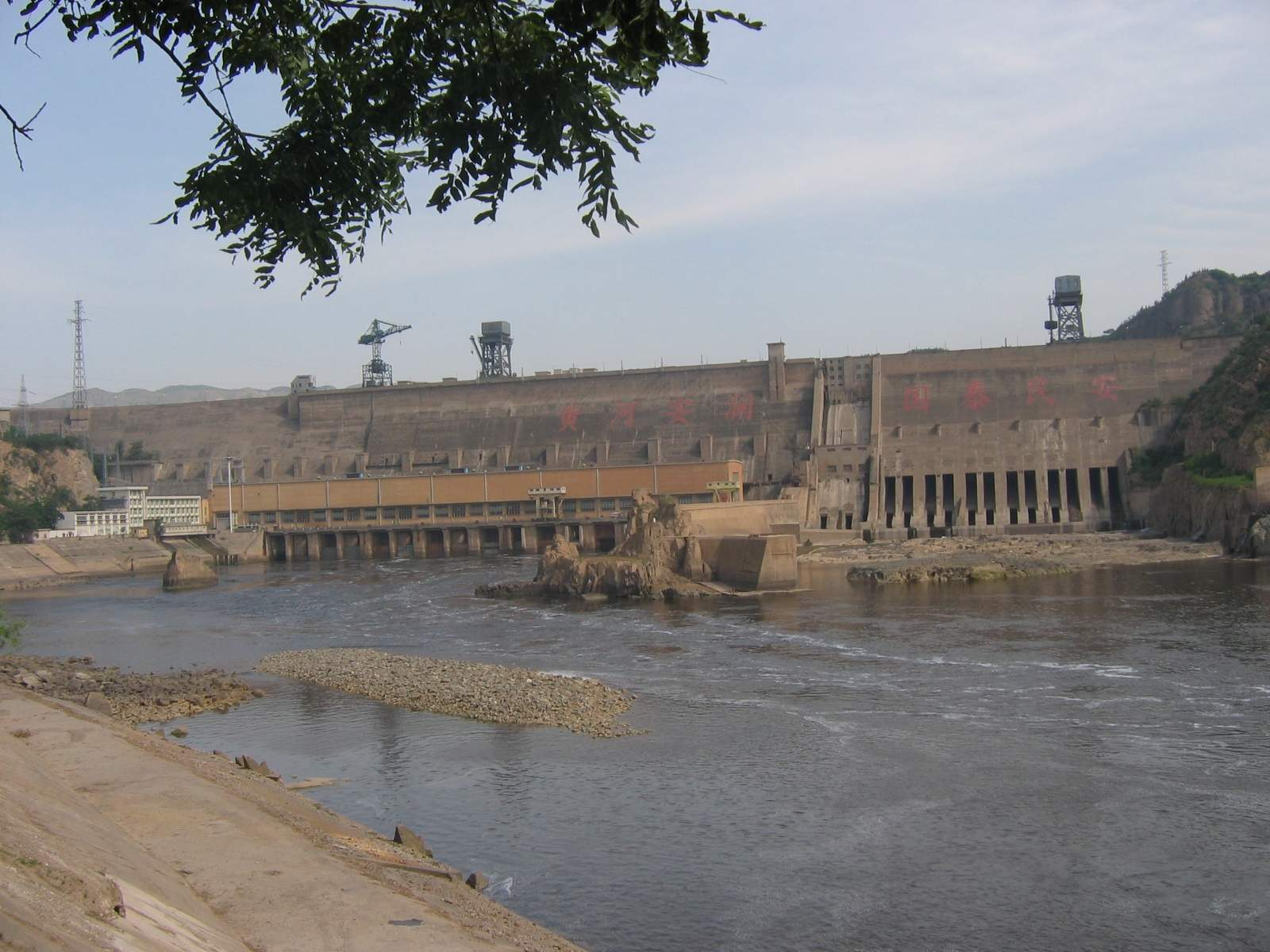

Lacul de acumulare Sanmenxia este situat pe Fluviul Galben (Huang He) în regiunea de est a provinciei Henan, China având capacitatea cea mai mare de acumulare de apă din Asia de sud-est fiind primul baraj construit pe Fluviul Galben. Înălțimea barajului atinge 108 m, fiind construit prin colaborare cu ingineri sovietici și este considerată ca una dintre cele mai mari realizări a Republicii Populare Chineze. Ea a fost clădită cu scopul de a produce curent curent electric, de a asigura apa necesară irigațiilor și să protejeze regiunea contra inundațiilor. Despre capacitatea de acumulare sunt date diferite  aceste date variază între 5,89 și 96 miliarde  km³ de apă, se presupune că cifra reală ar fi 35,4 miliarde  km³. În planificarea inițială la care s-a dovedit irealizabilă de a ridica oglinda apei lacului la altitudinea de 360 m peste nivelul mării ce ar asigura o capacitate de acumulare de  64,7 mrd m³, și hidrocentrala să producă 1160 MW de curent și ar necesita mutarea unei populații de 870.000 de locuitori din regiune. Barajul este în prezent într-un procent considerabil umplut cu aluviuni aduse de Fluviul Galben, în anul 1964 era deja lacul 60% umplut și cu sedimente, la care se adaugă anual 10 miliarde de m³. Între timp capacitatea lacului s-a redus la 10% din capacitatea inițială, nămolul îngreunând funcționarea turbinelor hidrocentralei. În prezent sunt probleme cu privire la înlăturarea sedimentelor prin spălare și crearea de deschizături suplimentare pentru exacuarea aluviunilor s-au reușit unele remedieri între anii 1968-1978. Lacul are între timp o lățime între 400 și 5800 de m.